# 고노와타

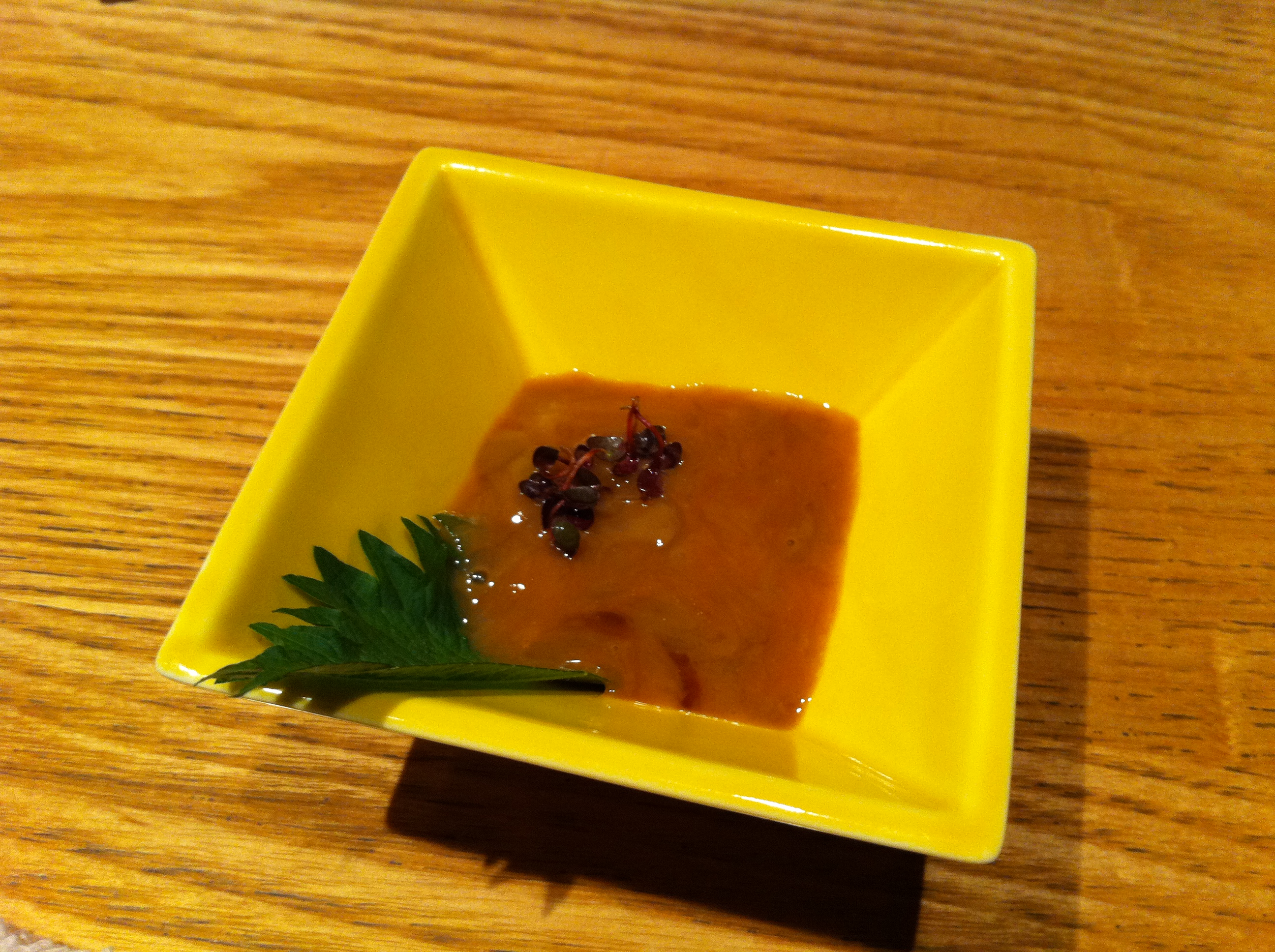
고노와타

고노와타(このわた)는 해삼의 내장으로 만든 일본의 젓갈이다. 숭어알, 성게알과 함께 일본의 3대 진미 중 하나이다. 다진 멍게와 고노와타를 버무린 음식인 바쿠라이도 유명하다.